# 都留信夫
都留 信夫（つる のぶお、1930年10月31日 - 2021年4月20日）は、日本の英文学者。明治学院大学名誉教授。
東京生まれ。旧・東京都立大学英文科卒、同大学院博士課程中退、明治学院大学文学部講師、助教授、教授、2001年名誉教授。

## 著書
- 『グレアム・グリーン』山口書店 現代英米文学セミナー双書 1982年

### 共著・編著
- 寺澤芳雄・早乙女忠・船戸英夫共著『英語の聖書』冨山房 1969年
- 『イギリス近代小説の誕生 十八世紀とジェイン・オースティン』編著 ミネルヴァ書房 Minerva英米文学ライブラリー 1995年

### 翻訳
- エドガー・スノウ『中共雑記』小野田耕三郎共訳 未来社 1964年
- イアン・フレッチャー『ペイター　英文学ハンドブック「作家と作品」』、研究社 1971年
- マルカム・マガリッジ『イギリスの30年代』山口哲生、岡本昌雄共訳 ありえす書房 現代史叢書 1977年
- アレックス・ツヴァードリング『オーウェルと社会主義』岡本昌雄共訳 ありえす書房 1981年
- ベン・ウィックス『ぼくたちの戦争 イギリスの学童疎開』都留敬子共訳 ありえす書房 1992年
- 『美しきカサンドラ ジェイン・オースティン初期作品集』監訳 鷹書房弓プレス 1996年
- シャーロット・ブロンテ『ブロンテ全集 3・4 シャーリー』みすず書房 1996年
- マーガレット・ハンフリーズ『からのゆりかご 大英帝国の迷い子たち』都留敬子共訳 日本図書刊行会 1997年
- 『サンディトン ジェイン・オースティン作品集』監訳 鷹書房弓プレス 1997年
- シャーロット・ブロンテ、パトリック・ブランウェル・ブロンテ『ブロンテ全集 11 アングリア物語』共訳 みすず書房 1997年
- 『アントニー・トロロープ短篇集  電信局の娘』編 津久井良充編訳 鷹書房弓プレス 2004年

## 論文
- <都留信夫